# MÁV 356 sorozat
A Pécs–Barcsi Vasút 1–9 pályaszámcsoportú, később a MÁV IIIr. osztályú, majd MÁV 356 sorozatú mozdonyai magyar C-n2 tengelyelrendezésű gőzmozdonyok voltak. 1868-ban gyártotta a StEG.
A PBV 1—9 psz. csoportú, C jellegű tehervonati mozdonya szerkezetileg közel azonos a DV 29 sor. mozdonyaival. Szállításkor azzal egyező Klein-féle szikrafogós kéménye és a vezetőálláson csupán szélfogó lemeze (Brille) volt. A 70-es években, a vele közös üzemeltetésben álló Mohács-Pécs Vasút (MPV) ugyanilyen mozdonyokat szerzett be.  A kép már azokat a kisebb átépítéseket mutatja (kémény, védház stb.), amelyek a PBV eredetű MÁV IlIr. oszt. jellegrajzán is láthatók.